# ヴァランタン・ジャンドレイ
ヴァランタン・ジャンドレイ（Valentin Gendrey、2000年6月21日 - ）は、フランス・ラ・ガレンヌ＝コロンブ出身のサッカー選手。TSG1899ホッフェンハイム所属。ポジションはDF。

## クラブ経歴
2015年にアミアンSCの下部組織へ入団し、2019年7月2日にクラブと3年間のプロ契約を結んだ。2020年8月22日、リーグ・ドゥのASナンシー戦でプロデビューを果たすと、プロ1シーズン目は公式戦21試合に出場した。
2021年7月29日、セリエBのUSレッチェへ移籍し、3年契約を交わした。2021-22シーズンはリーグ戦29試合に出場してセリエB優勝に貢献した。
2024年8月27日、TSG1899ホッフェンハイムに移籍した。

## 代表経歴
2023年6月、負傷したサシャ・ブイの代役としてUEFA U-21欧州選手権2023に臨むU-21フランス代表へ招集された。